# 旅の途中 (SOPHIAの曲)
『旅の途中』（たびのとちゅう）は、2004年5月12日に発売されたSOPHIAの23枚目のシングル。

## 解説
3週連続リリースの第1弾となるシングル。30,000枚限定生産盤で発売された。
連続リリースされた3枚の中で最も売れた作品である。

## 収録曲
1. 旅の途中
作詞・作曲:松岡充
2. 旅の途中 (Instrumental)

CD-EXTRA仕様
SOPHIA映像作品集Part1（パーソナルインタビュー、ツアードキュメント、Music Clipメイキング 〜 BGM「please, please」）

## 楽曲の収録アルバム
- ALL SINGLES「A」 (#1)